# Mesrob Naroyan
Erzbischof Mesrob I. Naroyan (armenisch Մեսրոպ Նարոյան Mesrob Narojan; * 1875 in Hartert bei Muş; † 30. Mai 1944 in Istanbul), offiziell Mesrob I. Naroyan von Konstantinopel, war der 80. Armenisch-apostolische Patriarch von Konstantinopel unter der Autorität des Katholikos von Armenien und aller Armenier.
Er wurde im Jahre 1927 unter der Präsidentschaft des ersten türkischen Präsidenten und Staatsgründers Mustafa Kemal Atatürk auf seinen Posten als Patriarch gewählt. Er diente in diesem Amt für 16 Jahre bis zu seinem Tod in Istanbul.
| Vorgänger          | Amt                                                                         | Nachfolger                |
| ------------------ | --------------------------------------------------------------------------- | ------------------------- |
| Zaven Der Yeğyayan | Patriarch von Konstantinopel der Armenischen Apostolischen Kirche 1927–1944 | Karékine I. Khachadourian |

| Personendaten    | Personendaten                                        |
| ---------------- | ---------------------------------------------------- |
| NAME             | Naroyan, Mesrob                                      |
| ALTERNATIVNAMEN  | Mesrob I Naroyan of Constantinople                   |
| KURZBESCHREIBUNG | armenisch-apostolischer Patriarch von Konstantinopel |
| GEBURTSDATUM     | 1875                                                 |
| GEBURTSORT       | Hartert bei Muş                                      |
| STERBEDATUM      | 30. Mai 1944                                         |
| STERBEORT        | Istanbul                                             |